# Cefeu (fill de Belos)

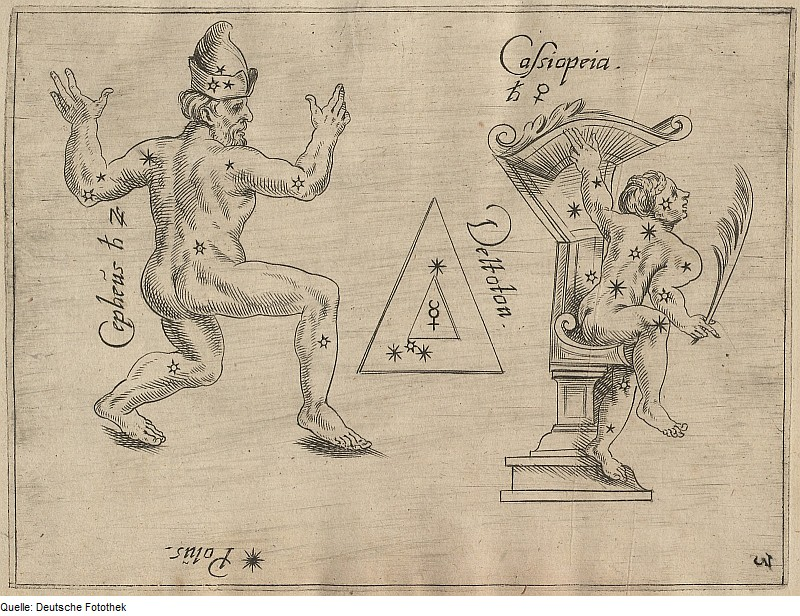
El rei Cefeu i Cassiopea a un gravat del 1596

D'acord amb la mitologia grega, Cefeu (en grec antic Κηφεύς), va ser un rei d'Etiòpia, fill de Belos i d'Anquínoe. Va regnar sobre els cefens, un poble que se situa a la riba del riu Eufrates, o de vegades a Etiòpia mateix.
Casat amb Cassiopea, fou pare d'Andròmeda. Després de la seva mort, el seu successor va ser el seu net Perses, fill de Perseu.